# Arne Arnbom
Erik Arne Arnbom (* 8. Juli 1922 in der Pfarrei Kungsholmen in Stockholm; † 4. Februar 1975 in Hägersten) war ein schwedischer Regisseur und Produzent.
Er ist in erster Linie als Musikproduzent und Mitbegründer des schwedischen Fernsehens in den 1950er Jahren bekannt. Arnbom war der Vater von sieben Kindern, darunter der Filmkomponist Hans Erik Arnbom (* 1952) und die Historikerin Marie-Theres Arnbom (* 1968). Arne Arnbom ist auf dem Friedhof in Sundborn begraben.

## Filmografie
- 1961: Bibliska bilder
- 1967: Stimulantia. Schwedischer Episoden-Film. Der Film hat acht Episoden, die von verschiedenen Regisseuren gedreht wurden (darunter: Jörn Donner, Lars Görling, Ingmar Bergman, Arne Arnbom, Hans Alfredson und Tage Danielsson, Gustaf Molander, Vilgot Sjöman, Hans Abramson).